# Тысячелетие (телесериал)
«Тысячеле́тие» (англ. Millennium) — американский мистический сериал от создателей «Секретных материалов» (англ. The X-Files). Автор идеи, продюсер и ведущий сценарист — Крис Картер. В главных ролях Лэнс Хенриксен и Меган Галлахер. Было снято 3 сезона (67 серий), показанных в период 1996—1999. Также к сериалу можно отнести 4 серию 7 сезона «Секретных материалов» под названием «Тысячелетие» с участием персонажей данной линии и продолжающую историю.
Слоган сериала: «Его проклятие ваше спасение.» (англ. «His curse is your salvation.»).

## Сюжет
Фрэнк Блэк, вышедший на пенсию составитель психологических портретов серийных убийц, перевёз свою семью в Сиэтл, дабы избежать насилия и ужасов, с которыми он сталкивался во время своей работы в ФБР в Вашингтоне. Хотя его необъяснимая и зачастую тревожащая способность проникать в извращенные умы серийных убийц принесла ему множество мук, Блэк знает, что его дар все ещё можно использовать для того, чтобы помочь защитить и спасти других. По этой причине он присоединился к таинственной группе «Тысячелетие», команде подпольных экспертов, бывших служителей закона, посвятившей себя борьбе с набирающим силу злом и тьмой в мире. Однако за время работы в группе Фрэнк узнаёт о религиозной подоплёке её действий, о её пугающих амбициях и страшных тайнах. Фрэнк понимает, что группа «Тысячелетие» и её сотрудники на самом деле очень опасны. После смерти от возбудителя чумы супруги Фрэнка — Кэтрин, а также его коллеги и друга — Лары Минз, Фрэнк покидает группу, так как считает, что вспышка чумы напрямую связана с действиями группы и группа могла её предотвратить. Фрэнк возвращается на работу в ФБР, где с помощью молодого агента Эммы Холлис участвует в расследовании различных преступлений и одновременно пытается вывести группу на чистую воду.

## Актёры и персонажи

### Основные актёры
| Актёр                                | Роль         |
| ------------------------------------ | ------------ |
| Лэнс Хенриксен / Lance Henriksen     | Фрэнк Блэк   |
| Меган Галлахер / Megan Gallagher     | Кэтрин Блэк  |
| Терри О'Куинн / Terry O’Quinn        | Питер Уоттс  |
| Бриттани Типлейди / Brittany Tiplady | Джордан Блэк |
| Билл Смитрович / Bill Smitrovich     | Боб Блетчер  |
| Кристен Клок / Kristen Cloke         | Лара Минз    |
| Клеа Скотт / Klea Scott              | Эмма Холлис  |

### Второстепенные актёры
| Актёр               | Роль                                  |
| ------------------- | ------------------------------------- |
| Брайан Дауни        | Mr. Dean                              |
| Джеймс Марстерс     | Эрик Свон                             |
| Аманда Таппинг      | доктор Кантор                         |
| Джефри Донован      | Bobby Webber                          |
| Брайон Джеймс       | шериф Боумен                          |
| Томас Дж. Райт      |                                       |
| Джульет Ландау      | Джейни Бронштейн                      |
| Джасинда Барретт    | Тейлор Уоттс                          |
| Кристофер Мастерсон | Chris Conti                           |
| Брендан Флетчер     | Alex Hanes                            |
| Пол Дули            | Joe Bangs                             |
| Дин Норрис          | Дел Боксер                            |
| Лора Меннелл        | сестра № 1                            |
| Готфрид Йон         | Йозеф Хайм                            |
| Маршалл Белл        | судья (в одном эпизоде)               |
| Трэвис Райкер       | неизвестный человек (в одном эпизоде) |

## Список серий

### Сезон 1
Сезон транслировался по ТВ с 25 октября 1996 по 16 мая 1997 года.
1. «Pilot» — Пилотная серия (Француз)

Фрэнк Блэк вместе с женой и дочерью переезжает в Сиэтл, где в начале карьеры работал полицейским. Там же он встречает своего старого коллегу Боба Блэтчера, помогая расследовать дело серийного убийцы Француза. Француз одержим пророчеством апокалипсиса. Также из серии становится понятно почему Фрэнк вступил в организацию Тысячелетие. Люди из этой организации объяснили природу дара Фрэнка — видеть глазами убийц.
1. «Gehenna» — «Геенна»
2. «Dead Letters» — «Невостребованные письма»
3. «Kingdom Come» — «Царствие грядёт»
4. «The Judge» — «Судья»
5. «522666» — «522666»
6. «Blood Relatives» — «Кровные родственники»
7. «The Well Worn Lock» — «Старый замок»
8. «Wide Open» — «Широко открытый»
9. «Weeds» — «Сорняки»
10. «Wild and Innocent» — «Дикий и невинная»
11. «Loin Like a Hunting Flame» — «Страсть словно охотничье пламя»
12. «Force Majeure» — «Форс-мажор»
13. «Thin White Line» — «Белая тонкая линия»
14. «Sacrament» — «Причастие»
15. «Walkabout» — «Прогулка»
16. «Covenant» — «Договор»
17. «Lamentation» — «Плач» (Часть 1)
18. «Powers, Principalities, Thrones and Dominions» — «Силы, княжества, троны и влияния» (Часть 2)
19. «Broken World» — «Разбитый мир»
20. «Maranatha» — «Мараната» (Владыка наш приходит)
21. «Paper Dove» — «Бумажная голубка»

### Сезон 2
Сезон транслировался по ТВ с 19 сентября 1997 по 15 мая 1998 года.
1. «The Beginning and the End» — «Начало и конец»
2. «Beware of the Dog» — «Осторожно, собака»
3. «Sense and Antisense» — «Смысл и антисмысл»
4. «Monster» — «Чудовище»
5. «A Single Blade of Grass» — «Единственная травинка»
6. «19:19» — «19:19»
7. «The Curse of Frank Black» — «Проклятие Фрэнка Блэка»
8. «The Hand of Saint Sebastian» — «Рука Святого Себастьяна»
9. «Jose Chung’s’Doomsday Defense» — «Защита Судного дня Хосе Чанга»
10. «Goodbye Charlie» — «Прощай Чарли»
11. «Midnight of the Century» — «Полночь столетия»
12. «Luminary» — «Светило»
13. «The Mikado» — «Микадо»
14. «The Pest House» — «Чумной дом»
15. «Owls» — «Совы» (часть 1)
16. «Roosters» — «Петухи» (часть 2)
17. «Siren» — «Сирена»
18. «In Arcadia Ego» — «В Земном раю существую»
19. «Anamnesis» — «Анамнез»
20. «A Room With No View» — «Комната без вида»
21. «Somehow, Satan Got Behind Me» — «Короче, Сатана отстал от меня»
22. «The Fourth Horseman» — «Четвёртый всадник» (часть 1)
23. «The Time Is Now» — «Время пришло» (часть 2)

### Сезон 3
Сезон транслировался по ТВ с 2 октября 1998 по 21 мая 1999 года.
1. «The Innocents» — «Невиновные» (часть 1)
2. «Exegesis» — «Толкование» (часть 2)
3. «The End of the World As We Know It» — «Конец Мира, Который Мы Знаем»
4. «Closure» — «Закрытие»
5. «…Thirteen Years Later» — «…Тринадцать лет спустя»
6. «Skull And Bones» — «Череп и кости»
7. «Through A Glass Darkly» — «В темноте зазеркалья»
8. «Human Essence» — «Человеческая сущность»
9. «Omerta» — «Омерта» (Закон молчания)
10. «Borrowed Time» — «Заимствованное время»
11. «Collateral Damage» — «Сопутствующее разрушение»
12. «The Sound of Snow» — «Звук снега»
13. «Antipas» — «Антипас» (Против всего)
14. «Matryoshka» — «Матрёшка»
15. «Forcing The End» — «Принуждая конец»
16. «Saturn Dreaming of Mercury» — «Сатурн грезит о Меркурии»
17. «Darwin’s Eye» — «Глаз Дарвина»
18. «Bardo Thodol» — «Бардо тодол»
19. «Seven And One» — «Семь и один»
20. «Nostalgia» — «Ностальгия»
21. «Via Dolorosa» — «Виа Долороза» (Путём скорби) (часть 1)
22. «Goodbye To All That» — «До свидания всему» (часть 2)

## Награды и номинации
Фильм обладатель множества премий и неоднократно номинировался на их получение:
- Премия Сатурн:
  - 1997 — Номинация на премию «Сатурн» — Лучший жанровый сериал
  - 1999 — Номинация на премию «Сатурн» — Ланс Хенриксен — лучший жанровый актёр
- Американское кинематографическое сообщество, США:
  - 1997 — Номинация на премию Сообщества — Выдающаяся операторская работа в жанре «Еженедельное кино» — Питер Уансторф за Пилотный эпизод
  - 1998 — Номинация на премию Сообщества — Выдающаяся операторская работа в постоянном сериале — Роберт Мак-Лахлан за эпизод Thin White Line
  - 1999 — Номинация на премию Сообщества — Выдающаяся операторская работа в постоянном сериале — Роберт Мак-Лахлан за эпизод «Череп и кости»
  - 2000 — Номинация на премию Сообщества — Выдающаяся операторская работа в постоянном сериале — Роберт Мак-Лахлан за эпизод Matryoshka
- Премия им. Брэма Стокера:
  - 1999 — Номинацию на премию им. Брэма Стокера — Сценарий Дэрина Моргана эпизода Somehow Satan Got Behind Me.
- Премия Канадского сообщества кинематографистов:
  - 2000 — Победитель — Лучший оператор сериала — Роберт Мак-Лахлан за эпизод Matryoshka
- Премия Эмми:
  - 1998 — Номинации на Эмми — Выдающийся звуковой монтаж для сериала (команда звукорежиссёров и звукооператоров), эпизод Owls
- Золотой глобус, США
  - 1997 — Номинация на Золотой глобус — Лучший актёр драматического сериала — Ланс Хенриксен
  - 1998 — Номинация на Золотой глобус — Лучший актёр драматического сериала — Ланс Хенриксен
  - 1999 — Номинация на Золотой глобус — Лучший актёр драматического сериала — Ланс Хенриксен
- Премия Имейдж:
  - 1998 — Номинация на премию Имейдж — Выдающийся актёр второго плана в драматическом сериале — Клэренс Уильямс
- Гильдия Международного хоррора:
  - 1999 — Номинация на премию Гильдии — Лучший телевизионный сериал
- Премия звукорежиссёров кинофильмов, США:
  - 1998 — Номинация на Золотую бобину — Лучший монтаж звука и диалогов в эпизоде сериала
  - 1998 — Номинация на Золотую бобину — Лучший монтаж звука и звуковых эффектов в эпизоде сериала
  - 1999 — Номинация на Золотую бобину — Лучший монтаж звука и звуковых эффектов в эпизоде сериала
- Выбор народа, США:
  - 1997 — Победитель — Любимый новый драматический телесериал